# Utopia (spel)
För andra betydelser av Utopia, se Utopia (olika betydelser)
Utopia är ett strategiskt onlinespel som spelas över Internet. Det har funnits sedan 1998. Detta är en typ av MUD där tusentals spelare från hela världen registrerar sig och spelar tillsammans och mot varandra. När spelet var som störst fanns det över 45000 aktiva spelare. Varje spelare styr över sin egen provins. Spelaren skall erövra så många landytor som möjligt. Så snart man erövrat en landyta befolkas den.
Till sin hjälp i målet att erövra landytor har spelaren möjlighet att bygga diverse byggnader på sina landytor såsom banker, bondgårdar, fängelser mm. Vidare tränar man soldater som kan användas i strid. Man kan även träna befolkningens olika kunskaper inom olika områden såsom ekonomi, stridskunskap mm.
Varje provins, dvs spelare, ingår i ett kungadöme. Kungadömet styrs av en spelare som utsetts till Kung av medspelarna. Tillsammans har de målet att bli störst. I kungadömet kommunicerar man väldigt mycket med varandra. Man använder ofta verktyg som Discord, MSN och/eller IRC.